# Аллак (село)
Аллак — село в Каменском районе Алтайского края. Административный центр Аллакского сельсовета.

## История
Основано в 1646 году. В 1928 году состояло из 460 хозяйств, основное население — русские. Центр Аллакского сельсовета Каменского района Каменского округа Сибирского края.

## Население
| 1926 | 1997  | 1998  | 1999  | 2000  | 2001  | 2002  | 2003  | 2004  | 2005  | 2006  | 2007  | 2008  | 2009  |
| ---- | ----- | ----- | ----- | ----- | ----- | ----- | ----- | ----- | ----- | ----- | ----- | ----- | ----- |
| 1963 | ↘1157 | ↗1232 | ↘1196 | ↗1198 | ↘1190 | ↘1117 | ↘1110 | →1110 | ↘1074 | ↘1053 | ↗1058 | ↘1053 | ↗1076 |
| 2010 | 2011  | 2012  | 2013  |       |       |       |       |       |       |       |       |       |       |
| ↘994 | ↘990  | →990  | ↘974  |       |       |       |       |       |       |       |       |       |       |